# 路德维希·施蒂格
路德维希·施蒂格（Ludwig Steeg，1894年12月22日—1945年9月6日）是一名纳粹德国政客，曾担任柏林上级市长、柏林市主席。
在柏林戰役前的柏林城防准备期间，施蒂格似乎没发挥过任何重要作用。施蒂格只是首都的象征性领导。1945年5月2日，柏林市向苏军投降，施蒂格被逮捕，后被关进苏联拘留营，当年9月，他因未知原因而死。